# Anna Theresa von und zu Arco-Zinneberg
Anna Theresa McKenzie (celým jménem: Anna Theresa Marie; * 28. prosince 1981, Mnichov) je hraběnka z Arco-Zinnebergu a členka dynastie Rakouských-Este.

## Život
Narodila se 28. prosince 1981 v Mnichově jako dcera hraběte Ripranda von und zu Arco-Zinneberg a arcivévodkyně Marie Beatrix Rakouské-d'Este.
Dne 29. září 2018 se v bazilice Niederalteich provdala za newyorského matematika a investičního stratéga Colina McKenzieho (* 1976). Mezi lidmi kteří se zúčastnili svatby, byli velkovévodkyně Maria Teresa Lucemburská, dědičný velkovévoda Guillaume Lucemburský a jeho manželka dědičná velkovévodkyně Stéphanie Lucemburská, princ Felix Lucemburský a jeho manželka princezna Claire Lucemburská, arcivévoda Lorenz Rakouský d'Este (strýc nevěsty) a jeho manželka princezna Astrid Belgická, arcivévoda Karel Kristián Habsbursko-Lotrinský a jeho manželka arcivévodkyně Marie Astrid Lucemburská, arcivévodkyně Marie Christine Habsbursko-Lotrinská a její manžel hrabě Rodolphe de Limburg-Stirum, princ Nikolaus z Lichtenštejna a jeho manželka princezna Margaretha Lucemburská, princ Josef-Emanuel z Lichtenštejna a další šlechtici jako např. kníže Karel Schwarzenberg.
Svědky její manžela byl Hon. Maxwell Aitken, Hon. Hugo Chisholm a princ Khalid bin Bandar bin Sultan Al Saud. Jejími svědky byli dědičný velkovévoda Guillaume Lucemburský, princezna Adelheid Marie z Lichtenštejna a dědičný princ Ferdinand zu Leiningen.
Pracuje v rodinném pivovaru Arcobräu v Moosu. Kromě své práce v rodinném pivovaru pracuje v oblasti financování nemovitostí pro společnost GAM.

## Tituly a oslovení
- od 28. prosince 1981: Její Osvícenost hraběnka Anna Theresa von und zu Arco-Zinneberg